# Selección de voleibol de España
La selección masculina de voleibol de España es el equipo formado por jugadores de nacionalidad española que representa a España a través de la Real Federación Española de Voleibol (RFEVB) que la dirige, en las competiciones internacionales organizadas por la Federación Internacional de Voleibol (FIVB) o el Comité Olímpico Internacional (COI): los Juegos Olímpicos, el Campeonato del Mundo y el Campeonato de Europa principalmente. Comenzó su actividad internacional en la temporada 1967-1968.

## Historia
Los inicios de una generación de oro
Después de los Juegos Olímpicos de Barcelona 92, la selección española consiguió un subcampeonato en los Juegos Mediterráneos de 1993 tras perder ante Francia por 3-0 (15-11, 15-11, 15-6) en una final marcada por los excesivos errores de los hombres de Jaime Fernández Barros en el servicio. Pese a que cayeron derrotados ante el equipo anfitrión, España realizó una de sus mejores participaciones en unos Juegos del Mediterráneo hasta la fecha.
Los reyes de Europa
Hasta la fecha, el mayor éxito de esta selección es haberse proclamado campeona de Europa al mando del italiano Andrea Anastasi el 16 de septiembre de 2007 durante el Europeo de Rusia, consiguiendo así su mejor participación y la primera medalla para España en cualquiera de las competiciones arriba mencionadas.
Década de 2010
En el verano de 2017, la selección iba a jugar la 2.ª ronda Clasificatoria para el Campeonato del Mundo de 2018 de Italia y Bulgaria que se jugaba entre el 24 y el 28 de mayo de 2017. Entre rondas, donde España estaba encuadrada en el 'Grupo E' con Finlandia (clasificada como primera de grupo), República Checa, Suecia, Chipre e Irlanda del Norte, la selección consiguió una 2.ª posición que le daría acceso a la 3.ª ronda clasificatoria o también conocida como "Repesca", donde intentará conseguir la última plaza disponible. Para ello jugará contra selecciones como: Alemania, Eslovaquia, Bélgica, Estonia y Bielorrusia.
Entre el 2 y el 4 de junio de 2017, empezaba la 'Pool A3' de la Liga Mundial donde España estaba en el Grupo 3. Ese fin de semana se enfrentaban ante México, Grecia y Catar. Los de Fernando Muñoz lograron ganar los tres partidos para ponerse como claros favoritos a entrar en la Final Four. La semana siguiente, entre el 9 y el 11 de junio de 2017, empezaba la 'Pool F3' de la Liga Mundial. Aquí 'la Roja' fue capaz de ganar a México y Austria aunque cayó derrotado ante Alemania, combinado nacional que fue su rival en las semifinales de la Final Four de León (México) del 17 de junio.

## Plantilla

### Última convocatoria
| Dorsal | Nombre                               | Altura (m) | Edad    | Posición  | Club                                    |
| ------ | ------------------------------------ | ---------- | ------- | --------- | --------------------------------------- |
| 1      | Augusto COLITO LOPES                 | 1.96       | 28 años | Opuesto   | CRM Corona Brasov                       |
| 2      | José VILLALBA ZAMORANO               | 1.95       | 25 años | Receptor  | Grupo Herce Soria                       |
| 3      | Víctor RODRÍGUEZ PÉREZ               | 2.01       | 26 años | Receptor  | CV Unicaja Costa de Almería             |
| 4      | Álvaro GIMENO RUBIO                  | 2.07       | 25 años | Receptor  | Lindemans Aalst                         |
| 5      | Rubén LORENTE CAMACHO                | 1.85       | 27 años | Receptor  | Lindemans Aalst                         |
| 7      | Jordi RAMON FERRAGUT                 | 1.94       | 26 años | Receptor  | Cisterna Volley                         |
| 8      | Unai LARRAÑAGA LEDO                  | 1.80       | 25 años | Líbero    | Club Voleibol Guaguas                   |
| 9      | Rubén LÓPEZ GARCÍA                   | 2.02       | 26 años | Central   | Haching München / Club Voleibol Melilla |
| 10     | Daniel RUIZ POSADAS                  | 1.91       | 30 años | Líbero    | Montpellier Volley                      |
| 11     | Miguel Ángel DE AMO FDEZ.-ECHEVARRÍA | 1.87       | 39 años | Colocador | Club Voleibol Guaguas                   |
| 12     | Jean Pascal DIEDHIOU DIATTA          | 2.10       | 31 años | Central   | Club Voleibol Guaguas                   |
| 13     | Andrés VILLENA RODRÍGUEZ             | 1.95       | 32 años | Opuesto   | Uijeongbu KB Insurance Stars            |
| 14     | Moisés LUCIA CEZAR                   | 2.07       | 42 años | Central   | CV San Roque                            |
| 15     | Emilio FERRÁNDEZ MOLES               | 1.96       | 24 años | Receptor  | Pamesa Teruel Voleibol                  |
| 19     | Hugo LÓPEZ CARRETERO                 |            | 21 años | Receptor  | Club Voleibol Guaguas                   |
| 20     | Joan DOMENECH TOUS                   |            | 23 años | Central   | Grupo Herce Soria                       |
| 20     | Fernando FERNANDEZ                   | 2.00       | 28 años | Central   | Unicaja Costa de Almería                |
| 21     | Lucas LORENTE LÓPEZ                  | 1.94       | 24 años | Colocador | Grupo Herce Soria                       |
| 22     | Mario DOVALE FIDALGO                 | 1.85       | 27 años | Líbero    | Cisneros Alter                          |
| 24     | Ignacio SÁNCHEZ FERNÁNDEZ            | 1.93       | 34 años | Colocador | Chenois Genève                          |
| 25     | Elio MONTESDEOCA SANTANA             | 1.96       | 19 años | Central   | Arona Tenerife Sur                      |
| 27     | Alejandro RIBAS BROCKERT             | 1.95       | 21 años | Central   | Conectabalear Manacor                   |
| 30     | Carlos NIEVES SUÁREZ                 |            | 21 años | Receptor  | UPV Leleman Conqueridor                 |
| 77     | Adrián OLALLA GÓMEZ                  | 1.97       | 24 años | Receptor  | Grupo Herce Soria                       |
| 98     | Francisco J. IRIBARNE FERNÁNDEZ      | 1.99       | 27 años | Receptor  | Noliko Maaseik                          |

### Históricos
- Rafa Pascual
- Miguel Ángel Falasca
- Guillermo Falasca
- Paco Sánchez Jover

## Seleccionadores
| País      | Seleccionador            | Etapa                                          |
| --------- | ------------------------ | ---------------------------------------------- |
| Rumania   | Sebastian Mihailescu     | 1969 - 1973                                    |
| España    | José Díaz                | ¿? - ¿?                                        |
| España    | Miguel Ocón              | ¿? - 1988                                      |
| Cuba      | Gilberto Herrera Delgado | 1988 - 29 de octubre de 1992                   |
| España    | Jaime Fernández Barros   | 31 de enero de 1993 - 1994                     |
| Argentina | Raúl Lucio Lozano        | 4 de febrero de 1995 - agosto de 1996          |
| Argentina | Luis Fernando Muchaga    | 3 de octubre de 1996 - 1999                    |
| Argentina | Raúl Lucio Lozano        | 1999 - 2000                                    |
| España    | Francisco Hervás Tirada  | 24 de marzo de 2001 - 10 de agosto de 2005     |
| España    | Oscar Novillo Mozos      | 10 de agosto de 2005 - 21 de noviembre de 2005 |
| Italia    | Andrea Anastasi          | 21 de noviembre de 2005 - 8 de octubre de 2007 |
| Argentina | Marcelo Mendez           | 8 de octubre de 2007 - 30 de julio de 2008     |
| Argentina | Julio Velasco            | 15 de diciembre de 2008 - 27 de enero de 2011  |
| España    | Fernando Muñoz Benítez   | 4 de abril de 2011 - 26 de febrero de 2020     |
| Argentina | Ricardo Maldonado        | 30 de agosto de 2020 - 17 de diciembre de 2021 |
| España    | Miguel Rivera            | 28 de enero de 2022 - 20 de marzo de 2024      |
| España    | José Luis Moltó          | Mayo de 2024 - 1 de abril de 2025              |
| Francia   | Hubert Henno             | 1 de abril de 2025 - Act.                      |

## Historial

### Competiciones
| \| - Tokio 1964: No clasificada - México 1968: No clasificada - Múnich 1972: No clasificada - Montreal 1976: No clasificada \| - Moscú 1980: No clasificada - Los Ángeles 1984: No clasificada - Seúl 1988: No clasificada - Barcelona 1992: 8.° posición \| - Atlanta 1996: No clasificada - Sídney 2000: 9.° posición - Atenas 2004: No clasificada - Pekín 2008: No clasificada \| - Londres 2012: No clasificada - Río de Janeiro 2016: No clasificada - Tokio 2020: No clasificada - París 2024: No clasificada \| | | | |
| - Tokio 1964: No clasificada - México 1968: No clasificada - Múnich 1972: No clasificada - Montreal 1976: No clasificada | - Moscú 1980: No clasificada - Los Ángeles 1984: No clasificada - Seúl 1988: No clasificada - Barcelona 1992: 8.° posición | - Atlanta 1996: No clasificada - Sídney 2000: 9.° posición - Atenas 2004: No clasificada - Pekín 2008: No clasificada | - Londres 2012: No clasificada - Río de Janeiro 2016: No clasificada - Tokio 2020: No clasificada - París 2024: No clasificada |

| \| - 1949: No clasificada - 1952: No clasificada - 1956: No clasificada - 1960: No clasificada - 1962: No clasificada \| - 1966: No clasificada - 1970: No clasificada - 1974: No clasificada - 1978: No clasificada - 1982: No clasificada \| - 1986: No clasificada - 1990: No clasificada - 1994: No clasificada - 1998: 8.° posición - 2002: 13.° posición \| - 2006: No clasificada - 2010: 12.° posición - 2014: No clasificada - / 2018: No clasificada - / 2022: No clasificada \| | | | |
| - 1949: No clasificada - 1952: No clasificada - 1956: No clasificada - 1960: No clasificada - 1962: No clasificada | - 1966: No clasificada - 1970: No clasificada - 1974: No clasificada - 1978: No clasificada - 1982: No clasificada | - 1986: No clasificada - 1990: No clasificada - 1994: No clasificada - 1998: 8.° posición - 2002: 13.° posición | - 2006: No clasificada - 2010: 12.° posición - 2014: No clasificada - / 2018: No clasificada - / 2022: No clasificada |

| \| - 1990: No clasificada - 1991: No clasificada - 1992: No clasificada - 1993: No clasificada - 1994: No clasificada - 1995: 7.° - 1996: 10.° \| - 1997: 9.° - 1998: 8.° - 1999: 5.° - 2000: 11.° - 2001: 9.° - 2002: 5.° - 2003: 5.° \| - 2004: 7.° - 2005: No clasificada - 2006: No clasificada - 2007: No clasificada - 2008: 13.° - 2009: No clasificada - 2010: No clasificada \| - 2011: No clasificada - 2012: No clasificada - 2013: No clasificada - 2014: 25.° - 2015: 25.° - 2016: 32.° - 2017: 26.° \| - 2018: No clasificada - 2019: No clasificada - 2021: No clasificada - 2022: No clasificada - 2023: No clasificada - 2024: No clasificada \| - 2025: No clasificada \| |                                                                                      | | | |                        |
| - 1990: No clasificada - 1991: No clasificada - 1992: No clasificada - 1993: No clasificada - 1994: No clasificada - 1995: 7.° - 1996: 10.° | - 1997: 9.° - 1998: 8.° - 1999: 5.° - 2000: 11.° - 2001: 9.° - 2002: 5.° - 2003: 5.° | - 2004: 7.° - 2005: No clasificada - 2006: No clasificada - 2007: No clasificada - 2008: 13.° - 2009: No clasificada - 2010: No clasificada | - 2011: No clasificada - 2012: No clasificada - 2013: No clasificada - 2014: 25.° - 2015: 25.° - 2016: 32.° - 2017: 26.° | - 2018: No clasificada - 2019: No clasificada - 2021: No clasificada - 2022: No clasificada - 2023: No clasificada - 2024: No clasificada | - 2025: No clasificada |

| \| - 1948: No clasificada - 1950: No clasificada - 1951: No clasificada - 1955: No clasificada - 1958: No clasificada - 1963: No clasificada - 1967: No clasificada - 1971: No clasificada \| - 1975: No clasificada - 1977: No clasificada - 1979: No clasificada - 1981: 12.ª posición - 1983: No clasificada - 1985: 12.ª posición - 1987: 12.ª posición - 1989: No clasificada \| - 1991: No clasificada - 1993: 11.ª posición - 1995: No clasificada - 1997: No clasificada - 1999: No clasificada - 2001: No clasificada - 2003: 8.ª posición - / 2005: 4.ª posición \| - 2007: 1.ª posición - 2009: 9.ª posición - / 2011: No clasificada - / 2013: No clasificada - / 2015: No clasificada - 2017: 16.ª posición - // 2019: 15.ª posición - // 2021: 20.ª posición \| 2023: 17.ª posición 2026: No clasificada \| | | | |                                          |
| - 1948: No clasificada - 1950: No clasificada - 1951: No clasificada - 1955: No clasificada - 1958: No clasificada - 1963: No clasificada - 1967: No clasificada - 1971: No clasificada | - 1975: No clasificada - 1977: No clasificada - 1979: No clasificada - 1981: 12.ª posición - 1983: No clasificada - 1985: 12.ª posición - 1987: 12.ª posición - 1989: No clasificada | - 1991: No clasificada - 1993: 11.ª posición - 1995: No clasificada - 1997: No clasificada - 1999: No clasificada - 2001: No clasificada - 2003: 8.ª posición - / 2005: 4.ª posición | - 2007: 1.ª posición - 2009: 9.ª posición - / 2011: No clasificada - / 2013: No clasificada - / 2015: No clasificada - 2017: 16.ª posición - // 2019: 15.ª posición - // 2021: 20.ª posición | 2023: 17.ª posición 2026: No clasificada |

| \| - 1965: No clasificada - 1969: No clasificada - 1977: No clasificada - 1981: No clasificada \| - 1985: No clasificada - 1989: No clasificada - 1991: No clasificada - 1995: No clasificada \| - 1999: 6. ° puesto - 2003: No clasificada - 2007: 5.° puesto - 2011: No clasificada \| - 2015: No clasificada - 2019: No clasificada \| |                                                                                             |                                                                                      |                                               |
| - 1965: No clasificada - 1969: No clasificada - 1977: No clasificada - 1981: No clasificada | - 1985: No clasificada - 1989: No clasificada - 1991: No clasificada - 1995: No clasificada | - 1999: 6. ° puesto - 2003: No clasificada - 2007: 5.° puesto - 2011: No clasificada | - 2015: No clasificada - 2019: No clasificada |

### Otras competiciones
| Liga Europea |
| --- |
| - 2004: No disputada - 2005: 3.º puesto - 2006: 7.º puesto - 2007: 1.º puesto - 2008: No disputada - 2009: 2.º puesto - 2010: 2.º puesto - 2011: 2.º puesto - 2012: 3.º puesto - 2013: 6.º puesto - 2014: No disputada - 2015: No disputada - 2016: No disputada - 2017: No disputada - 2018: 9.º puesto - 2019: 5.º puesto - 2020: Cancelada - 2021: 7.º puesto - 2022: 7.º puesto - 2023: No disputada - 2024: 6.º puesto - 2025: 6.º puesto |

| Juegos Mediterráneos |
| --- |
| - 1959: No disputada - 1963: No disputada - 1967: No disputada - 1971: No disputada - 1975: 7.º puesto - 1979: 6.º puesto - 1983: 6.º puesto - 1987: 1.º puesto - 1991: 3.º puesto - 1993: 2.º puesto - 1997: No disputada - 2001: 5.º puesto - 2005: 2.º puesto - 2009: 2.º puesto - 2013: No disputada - 2018: 2.º puesto - 2022: 2.º puesto |

| Juegos Europeos                                                |
| -------------------------------------------------------------- |
| - 2015: No disputada - 2019: No realizada - 2023: No realizada |

## Medallero
| Competición                   | Oro | Plata | Bronce | Total |
| ----------------------------- | --- | ----- | ------ | ----- |
| Juegos Olímpicos              | 0   | 0     | 0      | 0     |
| Campeonato Mundial            | 0   | 0     | 0      | 0     |
| Campeonato Europeo            | 1   | 0     | 0      | 1     |
| Liga Mundial/Liga de Naciones | 0   | 0     | 0      | 0     |
| Copa Challenger               | 0   | 0     | 0      | 0     |
| Copa Mundial                  | 0   | 0     | 0      | 0     |
| Liga Europea                  | 1   | 3     | 2      | 6     |
| Juegos Mediterráneos          | 1   | 5     | 1      | 7     |
| Juegos Europeos               | 0   | 0     | 0      | 0     |
| Total                         | 3   | 8     | 3      | 14    |

## Categorías inferiores
| Selección Sub-22 - Europeo Sub-22: Selección Sub-21 - Mundial Sub-21: Selección Sub-20 - Europeo Sub-20: - Subcampeón (2): 1992, 2012 Selección Sub-19 - Mundial Sub-19: - Subcampeón (1): 2011 - Tercer puesto (1): 2025 - Europeo Sub-19: | Selección Sub-18 - Europeo Sub-18: Selección Sub-17 - Mundial Sub-17: - Europeo Sub-17: - Tercer puesto (1): 2023 Selección Sub-16 - Europeo Sub-16: - Subcampeón (1): 2025 |

## Distinciones
| Distinción                                                   | Año  |
| ------------------------------------------------------------ | ---- |
| Placa de Plata – Real Orden del Mérito Deportivo             | 2008 |
| Galardón                                                     | Año  |
| Premio Nacional del Deporte Mejor Selección Española del Año | 2007 |